# Planina Rushmore
Mount Rushmore je monumentalna granitna skulptura koju je kreirao Gutzon Borglum (1867. – 1941.), a prikazuje 18-metarske skulpture glava bivših predsjednika SAD-a. S lijeve na desno to su: George Washington (1732. – 1799.), Thomas Jefferson (1743. – 1826.), Theodore Roosevelt (1858. – 1919.) i Abraham Lincoln (1809. – 1865.). Nalazi se blizu Keystonea u Južnoj Dakoti, a obuhvaća površinu od 5,17 kvadratnih kilometara.

## Povijest
Planina je nazvana Rushmore prema pravniku Charlesu E. Rushmoreu, tijekom njegove ekspedicije 1885. godine. Lakota Sioux Indijanci nazivali su planinu "Šest djedova" (Six Grandfathers). Klesanje je započelo 1927., a završilo 1941. godine s nekoliko manjih oštećenja. U početku, projekt klesanja planine Rushmore je započet kako bi se povećao turizam u Black Hills regiji u  Južnoj Dakoti. Nakon dugih pregovaranja između delegacije Kongresa i predsjednika  Calvina Coolidgea, projekt je dobio odobrenje  Kongresa.
Između 4. listopada 1927. i 31. listopada 1941. Gutzon Borglum i 400 radnika uklesivali su kolosalne 18-metarske rezbarije američkih predsjednika: George Washington, Thomas Jefferson, Theodore Roosevelt i Abraham Lincoln, kako bi prikazali prvih 150 godina američke povijesti. Ove predsjednike je Borglum izabrao zbog njihove uloge očuvanja Republike i proširenja teritorija.
Kao "Šest djedova" planina je bila dio rute kojom je vođa Lakota Siouxa Black Elk vodio neku vrstu hodočašća koja je kulminirala na Harney Peaku.
Cijeli projekt je stajao 989.992,32 američkih dolara. Značajno za projekt te veličine je to da nijedan radnik nije poginuo prilikom uklesivanja.